# انپرازپین
انپرازپین یک داروی ضدافسردگی سه‌حلقه‌ای (TCA) است که هرگز به بازار عرضه نشد.